# Корно ди Розацо
Корно ди Розацо је насеље у Италији у округу Удине, региону Фурланија-Јулијска крајина.
Према процени из 2011. у насељу је живело 3005 становника. Насеље се налази на надморској висини од 82 м.

## Становништво
| 1951. | 1961. | 1971. | 1981. | 1991. | 2001. | 2011. |
| ----- | ----- | ----- | ----- | ----- | ----- | ----- |
| 2.088 | 1.921 | 2.443 | 2.971 | 3.193 | 3.308 | 3.269 |